# إدغار جونز (لاعب كرة قدم أمريكية)
إدغار جونز (بالإنجليزية: Edgar Jones)‏ هو لاعب كرة قدم أمريكية أمريكي، ولد في 6 مايو 1920 في سكرانتون في الولايات المتحدة، وتوفي بنفس المكان في 15 مايو 2004.

## وصلات خارجية
- إدغار جونز على موقع مرجع كرة القدم المحترفة.كوم (الإنجليزية)